# Tvåfläckig tornbagge
Tvåfläckig tornbagge (Tomoxia bucephala) är en skalbaggsart som beskrevs av Costa 1854. Tvåfläckig tornbagge ingår i släktet Tomoxia, och familjen tornbaggar. Arten är reproducerande i Sverige.

## Bildgalleri

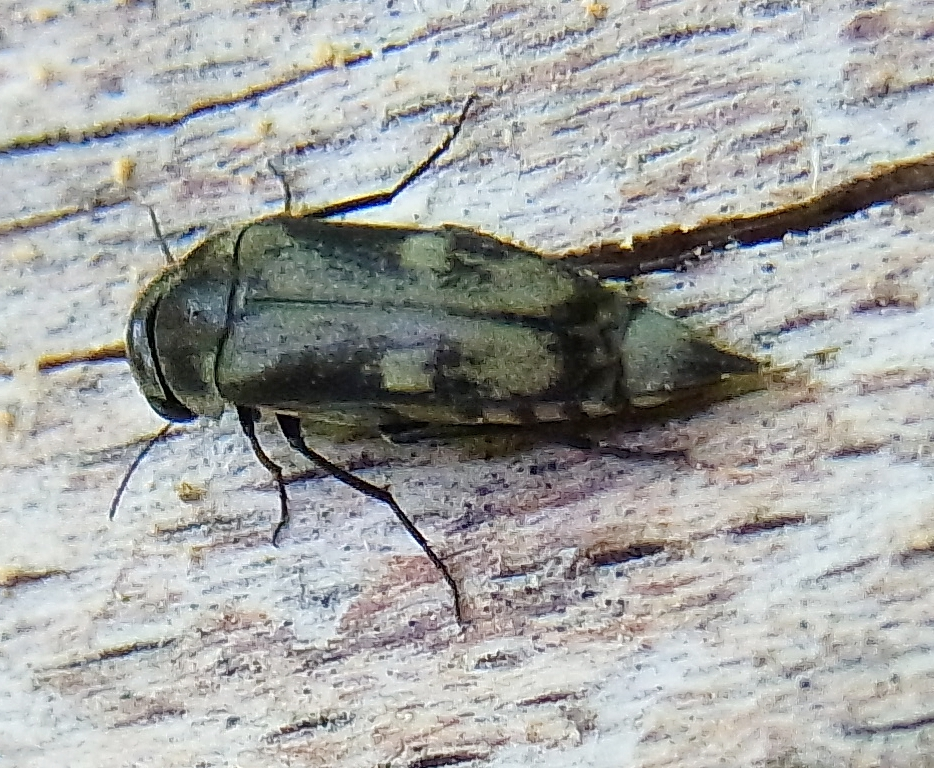
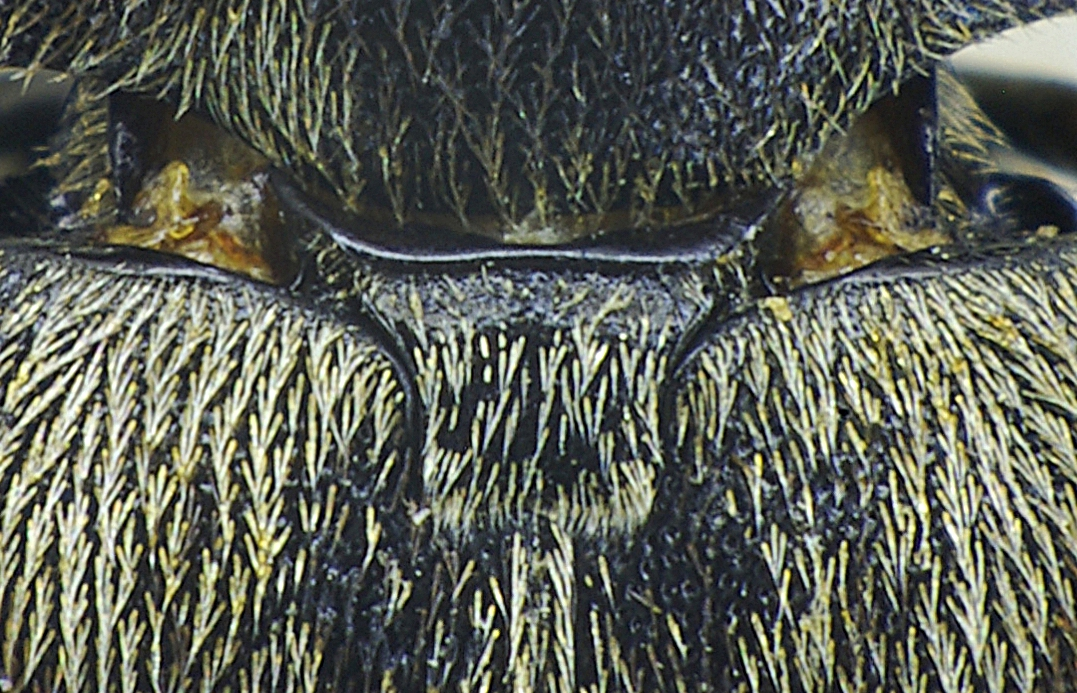
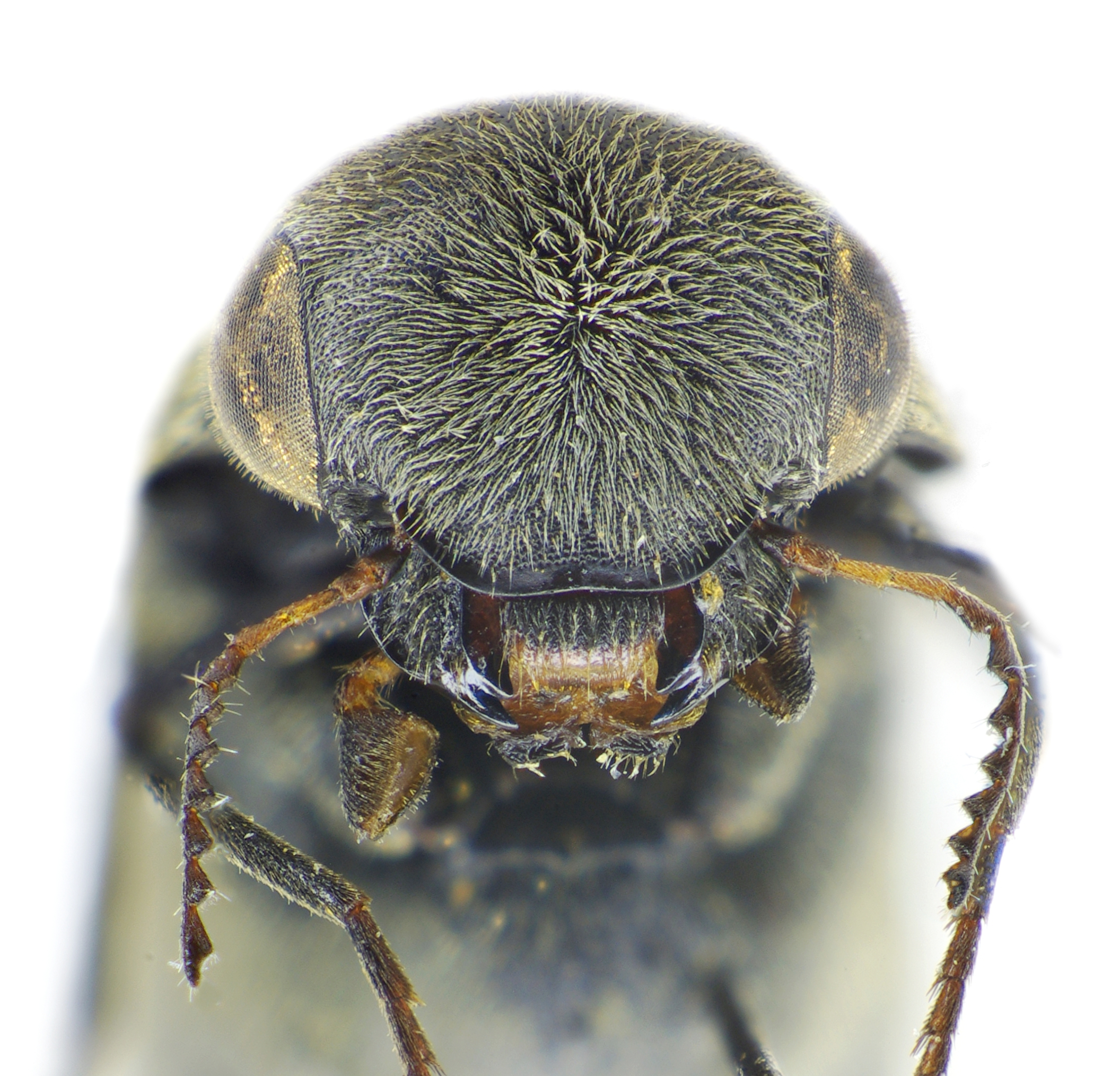
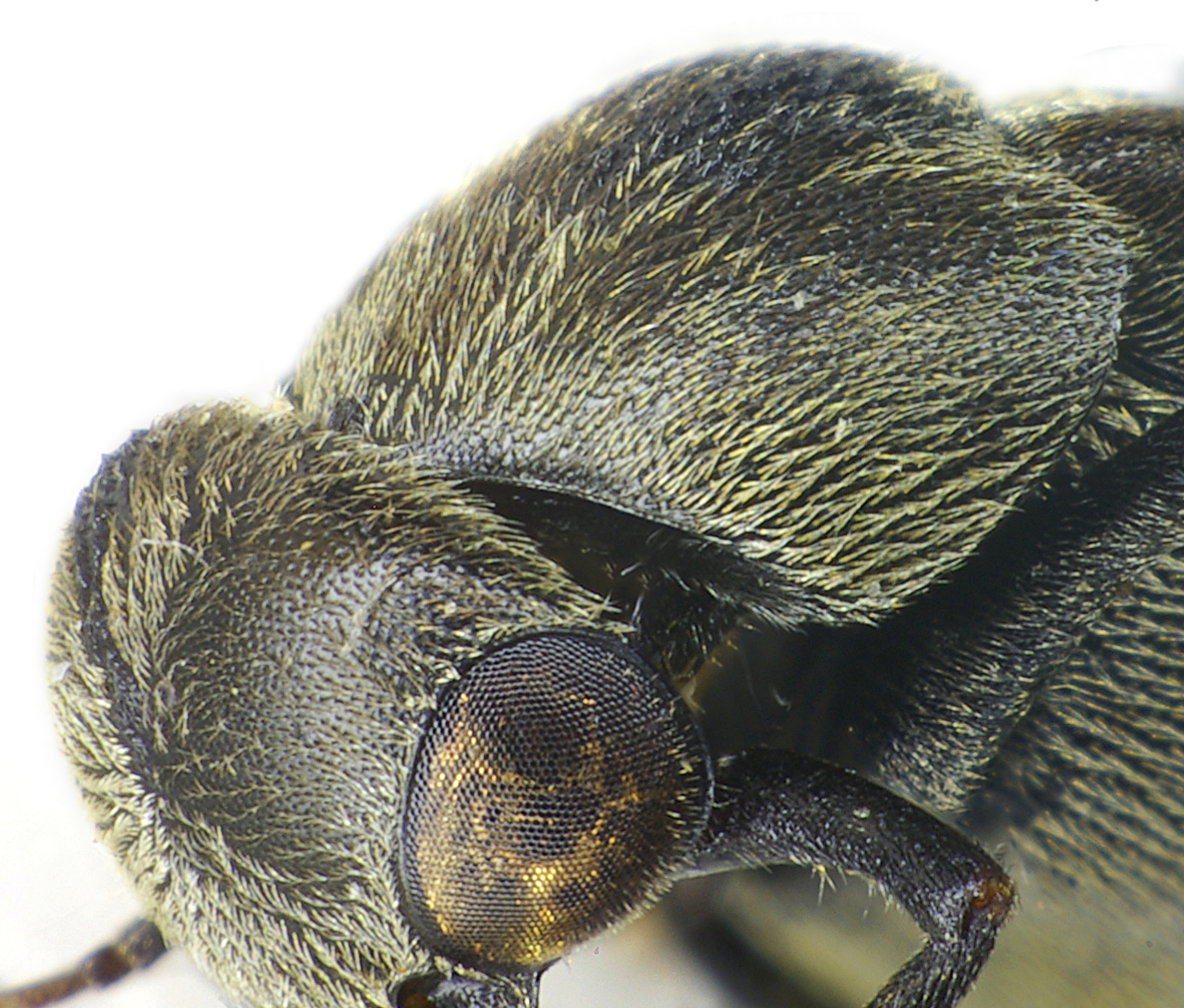
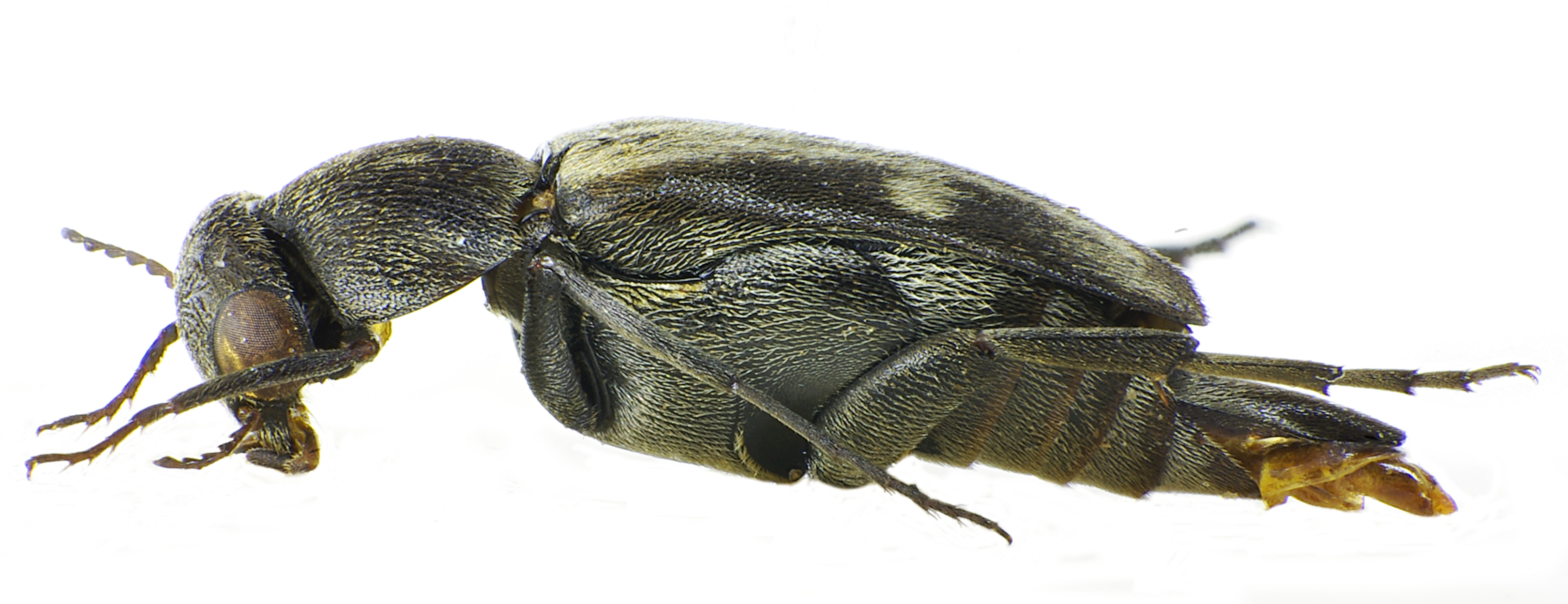
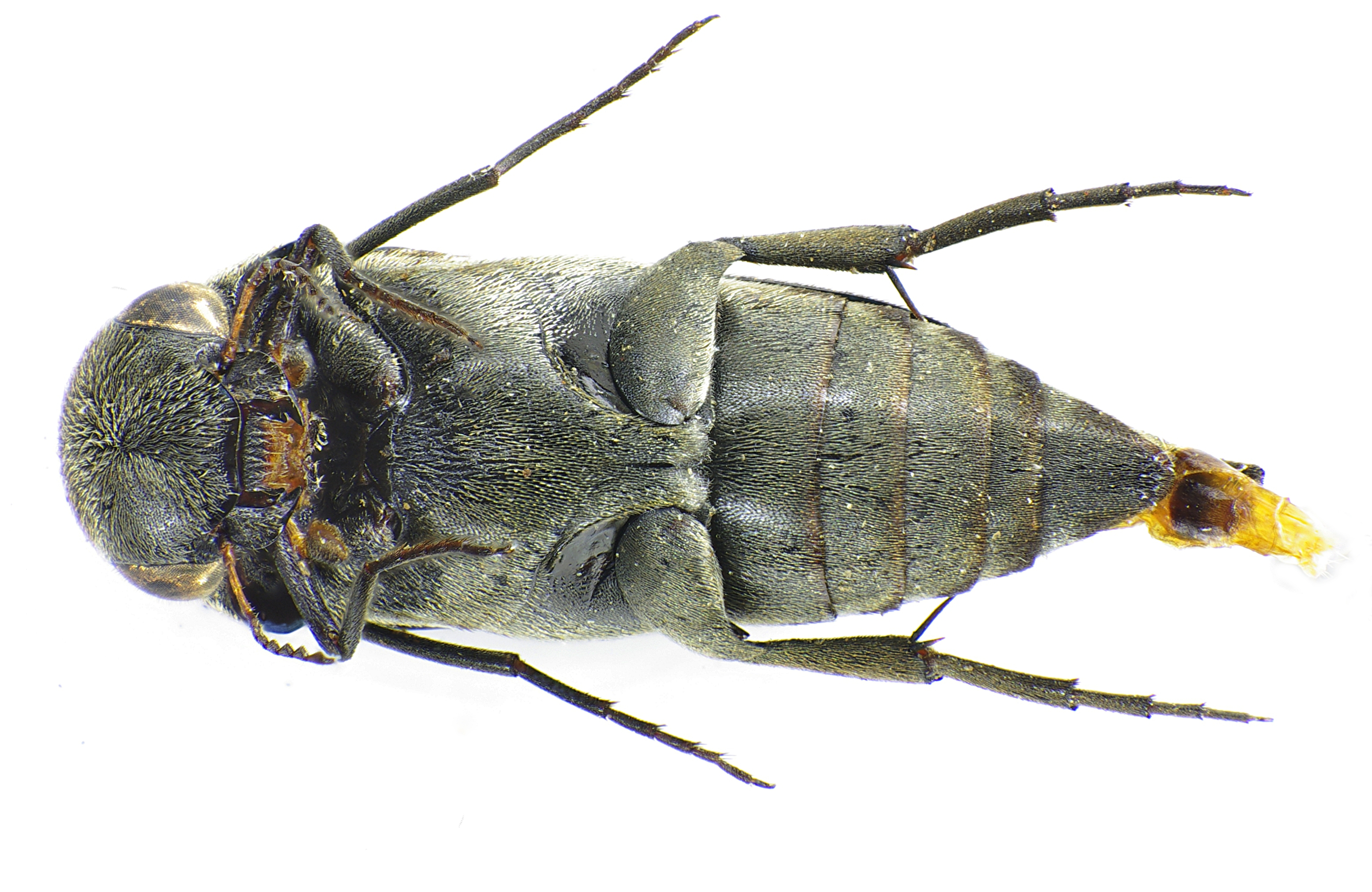